# Mösspartiet
Mösspartiet, mössorna, kallades ett svenskt politiskt parti under frihetstiden (1719–1772) som tävlade med hattpartiet om makten. Det uppstod som den naturliga reaktionen mot det nybildade hattpartiet och dess äventyrliga krigsprogram. Namnet mössor gavs redan 1737 åt anhängarna av kanslipresidenten Arvid Horns försiktiga fredspolitik, men något verkligt politiskt parti kom det inte att bli tal om förrän efter Horns fall och hattarnas seger 1739. Sedan den fallna regeringens anhängare hämtat sig från överraskningen, sammanslöt de sig efter motståndarnas mönster till ett formellt parti under ledning av det avsatta riksrådet Ture Gabriel Bielke, riksrådet Samuel Åkerhielm den yngre, prosten, sedermera biskopen Jakob Serenius med flera. Detta för att om möjligt förhindra krigsförklaringen mot Ryssland och utkräva hämnd på dem som störtat Horns regering. 

## Det äldre mösspartiet
Från början trädde partiets ledare i förbindelse med den ryske ministern. Förgäves försökte de vid riksdagen 1740–1741 hindra fredsbrottet. Efter krigets olyckliga utgång fick mösspartiet vind i seglen och hade säkerligen med något skickligare ledning kunnat störta hattregeringen vid riksdagen 1742–1743. Den avgörande partikampen uppsköts emellertid till följande riksdag, då mössorna genom sin alltför intima förbindelse med Ryssland och ryske ministern Johann Albrecht von Korffs oförskämda uppträdande förlorade sitt anseende och krossades i grund. Deras främste representant i regeringen, Samuel Åkerhielm, avsattes, och partiet tycktes efter 1747 vara fullständigt upplöst. Det äldre mösspartiet – som 1740-talets mössparti kan benämnas – kom således aldrig till styret, fastän det under en tid 1742–1743 hade övermakten i riksdagen.
Partiets egentliga program var fredens bevarande och bestraffandet av krigspolitikens målsmän - en icke-bisarr tanke, som likväl fördärvades av ledarnas alltför intima anslutning till Ryssland. För övrigt opponerade sig mössorna även mot hattarnas slöseri med statsmedlen och alltför djärva bankpolitik, men principiellt hyste de ännu samma merkantilistiska läror som hattarna och hade föga att invända mot deras ekonomiska lagstiftning. Mösspartiet hade sitt stöd dels hos den högre byråkratin och den förnäma jordbrukande adeln, som allmänt slutit sig kring Horn, dels hos präster och bönder, vilka av naturen var böjda för fred och sparsamhet, samt hos de mindre städernas borgerskap och småhandlarna och hantverkarna inom de större städerna. Till partiets motgång bidrog att det splittrades i en moderat fraktion, ledd av förra riksrådet greve Gustaf Bonde och lantmarskalken vid de två senaste riksdagarna friherre Mattias Alexander von Ungern-Sternberg, vilka ogillade den nära anslutningen till Ryssland och av hänsyn till den inre friden ville uppträda mera hänsynsfullt mot hattarna, och en hänsynslös, fanatisk fraktion, för vilken hämnden på motpartiet och maktens erövring var huvudsaken.

## Det yngre mösspartiet
Större betydelse skulle mösspartiet få efter sin återuppståndelse under slutet av 1750-talet. Det yngre mösspartiet företer i flera fall helt andra drag än det äldre, och sambandet mellan de båda förmedlas väsentligen av att en del personer tillhörde båda och förband traditionerna från de äldre med de yngre mössorna. Detta senare parti var till sin uppkomst väsentligen ett ekonomiskt parti. Felen i hattarnas finanshushållning och myntpolitik, deras hänsynslösa slöseri med statsmedlen och partiskheten vid dessas utdelning gav det yngre mösspartiet stor anslutning och växande anseende. En försiktigare ledning av banken, dess stängande för nya lån, inkrävande av de utestående bankolånen och förberedandet av en realisation, som åter skulle öppna banken för inväxling av sedlarna och ge myntväsendet ny stadga, sträng hushållning med statens medel och räfst med alla som förfarit lättsinnigt med dess tillgångar, slutit och brutit kontrakt med kronan efter behag eller tillägnat sig obehöriga förmåner i form av gåvor, belöningar, fördelaktiga arrenden eller efterskänkande av skulder m.m., indragning av sinekurer, nya löner och pensioner, varmed hattpartiet slösat – detta var de yngre mössornas egentliga program.
Med partiets nya uppsving sammanföll en begynnande reaktion mot merkantilismen, och i mössornas led fanns företrädesvis förfäktarna av en friare näringslagstiftning, av tryckfrihet och personlig rättssäkerhet, fastän dessa idéer hade förespråkare även bland hattarna och därför tydligen trängde fram oberoende av partigrupperingen. Det yngre mösspartiet var liksom det äldre ett fredsparti, men denna programpunkt var i början av 1760-talet inte någon egentlig åtskillnad från hattarna, som dåmera även de ville fred, om de också starkare betonade försvarets stärkande. Men av gammal samhörighet med det förra mösspartiet samt avoghet mot hattarna och Frankrike trädde mössorna efter Katarina II:s tronbestigning (1763) åter i förbindelse med Ryssland, opererade med ryskt och engelskt guld i den inre partikampen och råkade allt mer under Rysslands ledning, så att den ryske ministern i Stockholm slutligen framstod som partiets egentlige chef.
Denna ryska allians skulle ånyo bli partiets förbannelse. Väl segrade mössorna 1765 över sina motståndare och tog en ganska grundlig hämnd på dem, men vid tillämpningen av sitt eget finansiella program gick de för brådstörtat till väga och försvårade därigenom ytterligare det betryck, varav landets näringar led sedan hattarnas sista period. Rysslands samtidiga uppträdande i Polen verkade därjämte varnande för alla fosterlandsvänner, och inom kort växte hos allmänheten en reaktion, som de allierade hov- och hattpartierna lyckades begagna sig av för att störta mössregeringen 1769. Men redan 1771 hade mössorna åter övermakten och krossade i sin tur på våren 1772 sina motståndare så grundligt, att en längre oavbruten mössregering syntes förestå. Gustav III:s statskupp den 19 augusti 1772 omintetgjorde denna utsikt och avskaffade de två partierna.
Det yngre mösspartiet hade i jämförelse med det äldre en mera demokratisk sammansättning. Visserligen ägde det fortfarande ganska stort stöd hos adeln och trängde in även i byråkratin, ju längre partiet satt vid makten, men dess kärna blev allt mer de ofrälse stånden, sedan det fått majoritet även i borgarståndet. Det var därför naturligt att även demokratiska tendenser skulle tränga fram med det yngre mösspartiet, och vid frihetstidens sista riksdag löpte de ofrälse stånden djärvt till storms mot adelsprivilegierna på ett sätt som korsade partiledarnas alla beräkningar och hotade att alldeles spränga partibanden. Även en ganska stark antibyråkratisk tendens utmärker det yngre mösspartiet. Den parlamentariska författningen uppbars däremot med lika iver av båda de stora partierna, bara att mössorna gärna förlade makten hos ståndens plena i stället för hos sekreta utskottet och gav publiciteten större rum.
Under slutet av frihetstiden var mösspartiet den parlamentariska författningens främsta målsman, därför att det självt satt inne med makten. Liksom hattpartiet gjorde sig även mösspartiet skyldigt till partiförföljelse och rättskränkningar gentemot slagna motståndare, om det också i detta hänseende var vida bättre än motpartiet. Även mutsystemet begagnades lika mycket av mössor som av hattar. Men på det hela taget representerade mössorna en sund reaktion mot hattarnas finansiella orgier och hävdade statens rätt gentemot slöseriet och egennyttan. Den av mösspartiet genomförda tryckfrihetsförordningen 1766 – den första i världen – var ett vackert minne av dess uppstigande till makten. Dess kanslipresidenter var Carl Gustaf Löwenhielm och Joachim von Düben den yngre, men ingendera intog en ledande ställning inom rådet, än mindre inom partiet. Till det yngre mösspartiets mest framstående chefer hörde bland andra Thure Gustaf Rudbeck, Fredric Ulric von Essen, Clas Frietzcky, Esbjörn Reuterholm, Fredrik Gyllensvan och Jakob Serenius.

## Några viktiga mösspolitiker
- Arvid Horn
Kanslipresident
1710–1719
1720–1738
Lantmarskalk
1720
1726–1731

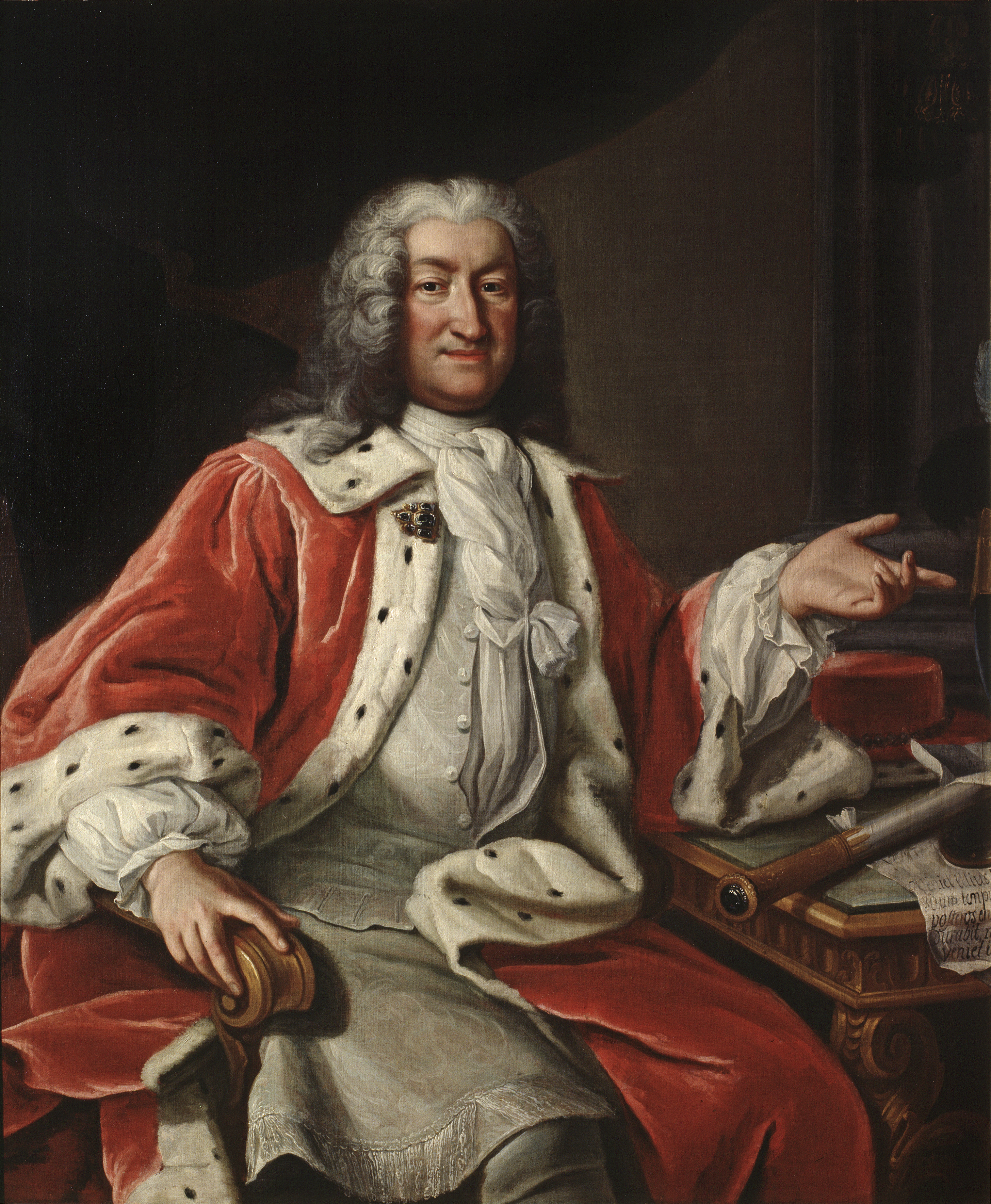
Arvid Horn Kanslipresident 1710–1719 1720–1738 Lantmarskalk 1720 1726–1731
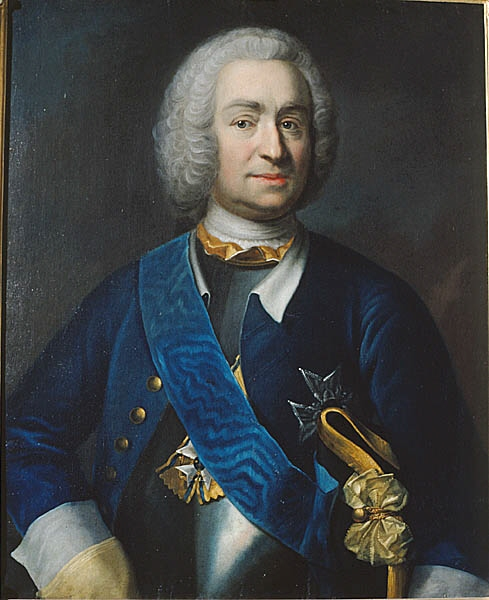
Mattias Alexander von Ungern-Sternberg Lantmarskalk 1742–1747
Gustaf Bonde Kanslipresident 1738–1739 Riksråd 1727–1739
Samuel Åkerhielm Riksmarskalk 1741-1747 Riksråd 1738–1747
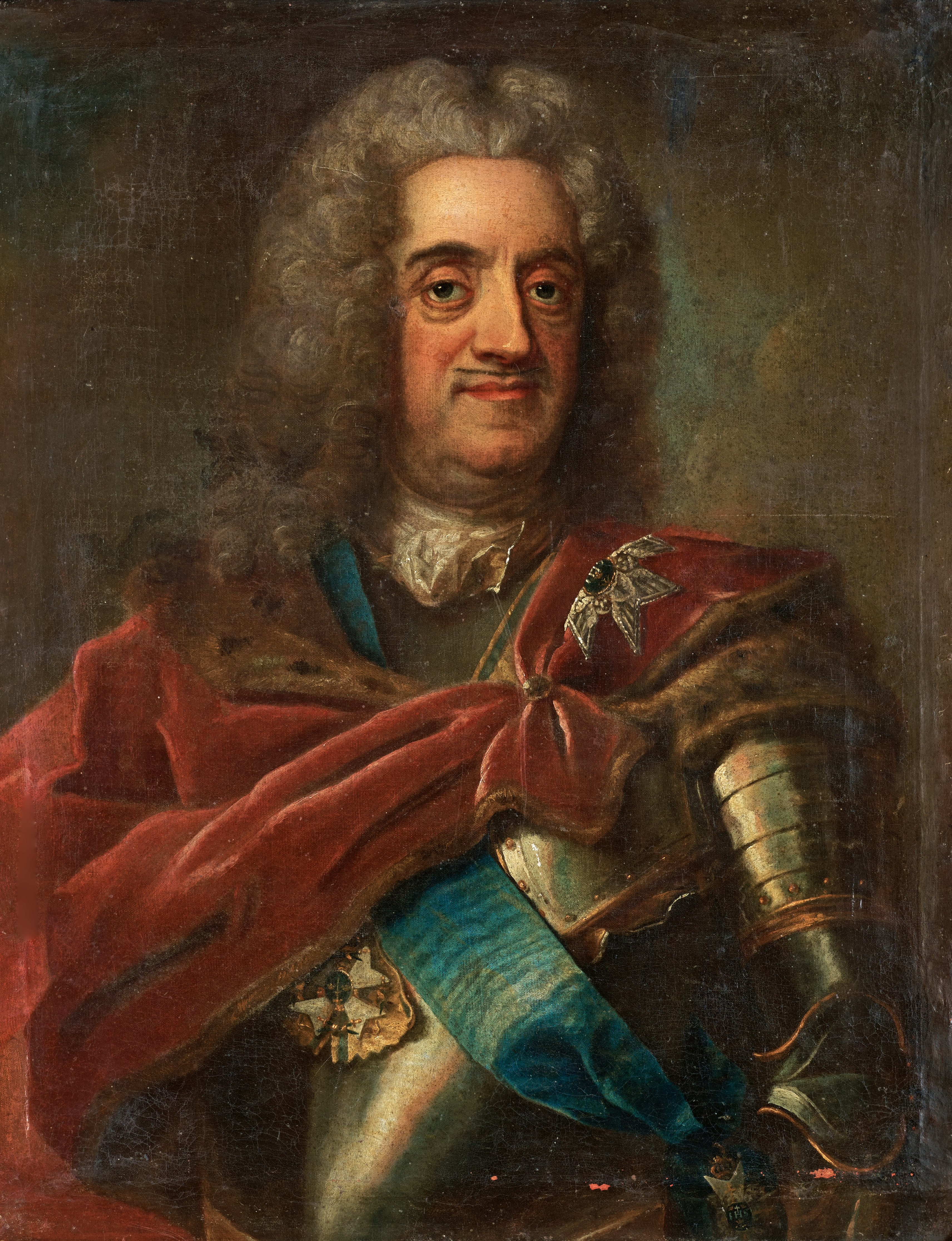
Ture Gabriel Bielke Riksråd 1727–1738
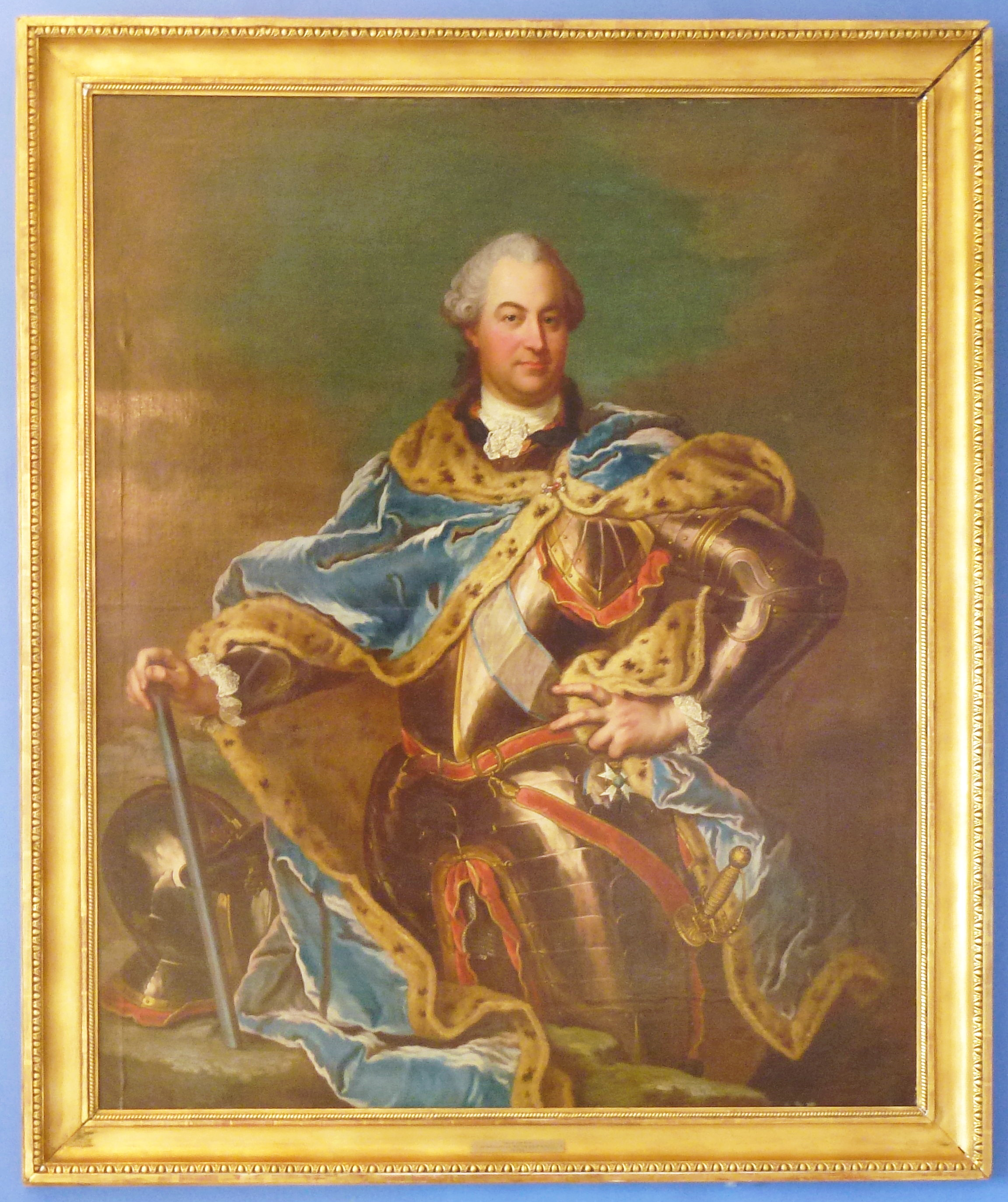
Thure Gustaf Rudbeck Lantmarskalk 1765–1766
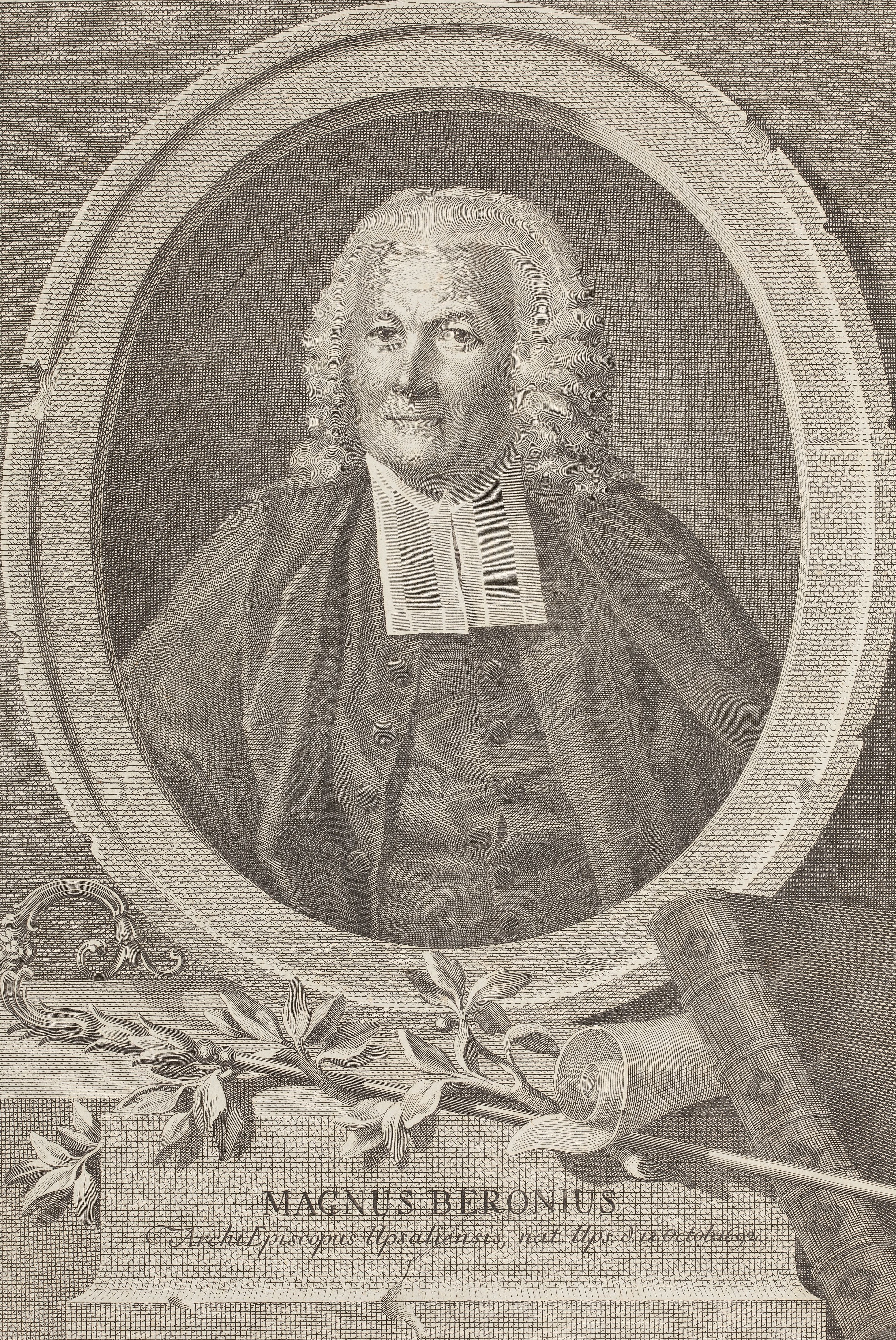
Magnus Beronius Ärkebiskop 1764–1775 Prästeståndets talman 1765-1766
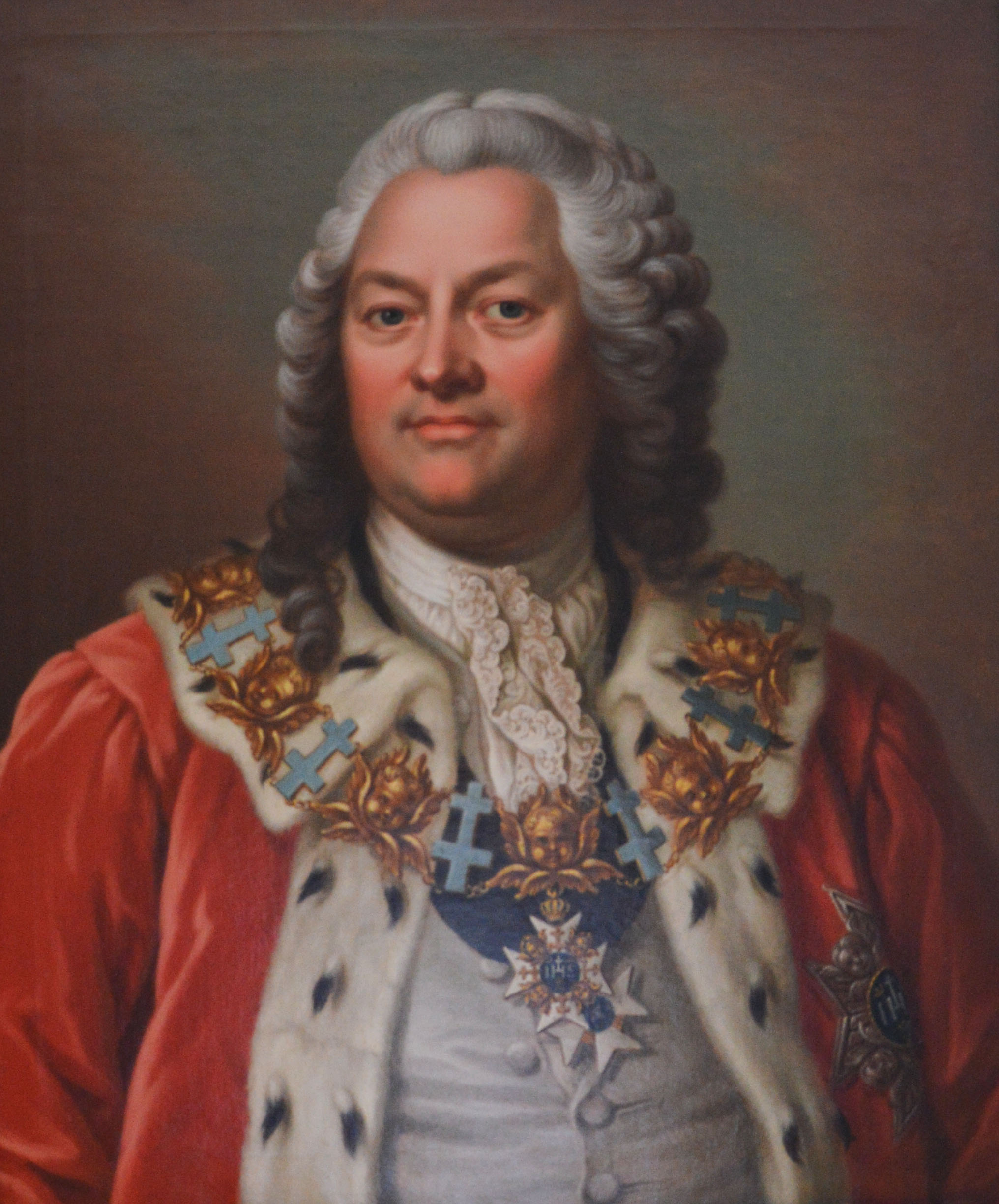
Carl Gustaf Löwenhielm Kanslipresident 1765–1768 Riksråd 1751-1768

- Gustaf Bonde
Kanslipresident
1738–1739
Riksråd
1727–1739
- Samuel Åkerhielm
Riksmarskalk
1741-1747
Riksråd
1738–1747
- Ture Gabriel Bielke
Riksråd
1727–1738
- Thure Gustaf Rudbeck
Lantmarskalk
1765–1766
- Magnus Beronius
Ärkebiskop
1764–1775
Prästeståndets talman
1765-1766
- Carl Gustaf Löwenhielm
Kanslipresident
1765–1768
Riksråd
1751-1768